# Trelleborg (Sverige)
 For alternative betydninger, se Trelleborg. (Se også artikler, som begynder med Trelleborg)
Trelleborg er Skånes og Sveriges sydligste by med 31.366 (2023) indbyggere og kommunesæde i Trelleborgs kommun.

## Historie
Trelleborg bliver omtalt på skrift for første gang i 1257, men allerede i vikingetiden blev der på stedet anlagt en ringborg, en såkaldt trelleborg. I byen findes i dag en rekonstruktion af trælleborgen, der blev opført omkring år 800. 
Byen var så rig, at Malmø-borgerne i 1600-tallet klagede over konkurrencen. Under Den Nordiske Syvårskrig gjorde svenskerne landgang udelukkende for at plyndre og svide byen af. I 1617 blev den igen ødelagt (ved brand), og malmøboerne udnyttede situationen ved at gå til kongen og forklare ham, at Trelleborg var helt overflødig. Christian 4. gav dem ret og inddrog Trelleborgs købstadsprivilegier. 
Men trelleborgerne fortsatte bylivet uden privilegier. Selv efter at Danmark ved Roskildefreden i 1658 havde måttet afstå Skånelandene til Sverige, måtte øvrigheden have skarp besked fra Stockholm om at platt avskaffa all borgerlig näring i den fläcken.[kilde mangler] Det hjalp en tid, men beliggenheden var for indlysende rigtig og havnen for god, så i 1865 fik byen igen tildelt købstadsstatus. Byens stavemåde var Trälleborg mellem 1910 og 1937.

## Transport
Jernbaneforbindelser:
- Malmö-Trelleborg 1898-

Togfærgeforbindelser:
- Trelleborg-Sassnitz 1909-1944, 1948-1952, 1953-
- Trelleborg-Gdansk 1945-1946
- Trelleborg-Gdynia 1946-1948
- Trelleborg-Warnemünde 1947-1948
- Trelleborg-Świnoujście 1948, 1950-1953

Færgeforbindelser:
- Trelleborg-Rostock 1994-
- Trelleborg-Travemünde 1962-
- Trelleborg-Świnoujście 2007-

## Ekstern henvisning
- Wikimedia Commons har flere filer relateret til Trelleborg (Sverige)
- Trelleborg kommune
- Trelleborg på Sydsverige.se